# Mancz János
Mancz János, névváltozat: Mantz (Bakonynána, Veszprém megye, 1818. augusztus 2. – Székesfehérvár, 1896. október 4.) gazdatiszt.

## Élete
Mancz János serfőző és Schaffler Erzsébet fiaként született. A gazdasági pálya vonzotta, ezért gazdatiszti képesítést szerzett, majd Gróf Waldstein János uradalmában nyert alkalmazást mint uradalmi kasznár (gazdatiszt) 33 éven keresztül. Széchenyi István gróf barátja volt és annak törekvéseit is támogatta. Felesége a tési származású Spietz Anna volt, gyermekük nem született. 1873-ban nyugdíjazták, ezt követően költöztek Székesfehérvárra, a Malom u. 2. szám alatti házba, ahol visszavonultan élt. Feleségével több közjóléti és közművelődési intézményt támogattak. Mancz János vagyonát a fehérvári takarékpénztárba helyezte, a szándéka az volt, hogy az egészet a budapesti lelencház javára fordítja. Barátja, dr. Gőbel János közbenjárására ezt azonban megváltoztatta, és 1894. január 27.-én írta meg végrendeletét. 1896. október 4-én délelőtt hunyt el végelgyengülésben, október 6.-án helyezték örök nyugalomra felesége mellé a Feltámadás (Csutora temető) temetőben található sírboltjukba. 1896. október 7.-én hirdették ki a végrendeletét, melynek 13. pontja a következőket mondja ki: „halálától számított legkésőbbi 2 éven belül a Vizivárosban építendő óvodára 30.000 Ft-ot hagyományoz. Ehhez 5 tagból álló igazgatóságot rendel, melynek 4 tagját a város nevezi ki, az 5. személy, a végrendelet végrehajtója Dr. Gőbel János György. Az óvodát alapítványi óvodának szánja, ahova ingyen kell felvenni a városi tanítók és szolgák gyermekeit. A szegény sorsú gyermeket szükség szerint cipővel, ruhával és délben meleg étellel kell ellátni.” Ezt az intézményt végül Szenzenstein János építtette fel, az intézmény 1906-ban nyílt meg.

## Emlékezete
Székesfehérváron az általa létrehozott óvoda és utca is viseli a nevét. Az óvoda falán áll emléktáblája, amely ifj. Havranek Antal szobrász és kőfaragó munkája (1906).

## Külső hivatkozások
- Mancz János emléktábla